# Esta Nambayo
Esta Nambayo (née en 1968) est une avocate et juge ougandaise qui est nommée à la Haute Cour d'Ouganda (en) le 4 octobre 2019. Avant cela, de 2018 à 2019, elle occupe le poste de greffière en chef des tribunaux judiciaires d'Ouganda.

## Enfance et formation
Nambayo est née dans le district de Busia, en 1968. Elle fréquente les écoles primaires locales avant de s'inscrire à l'école pour filles de Tororo (en) pour ses études de niveau O. Elle étudie au Mackay Memorial College (en), à Nateete (en), un quartier de Kampala, pour ses études de niveau A.
Elle est admise à l'université Makerere, où elle étudie le droit et obtient un Bachelor of Laws. Elle obtient ensuite un diplôme en pratique juridique du Law Development Center (en) de Kampala, la capitale de l'Ouganda. Plus tard, elle obtient une maîtrise en gestion de l'Uganda Management Institute (en),.

## Carrière
Elle commence sa carrière dans les années 1990 en tant que juriste auprès de la Fédération internationale des femmes juristes (FIDA), dans leur bureau de Kampala. Elle rejoint la magistrature en tant que magistrate de première année, servant à ce titre dans les tribunaux des districts de Luweero, Nakasongola et à la mairie de Kampala. Elle est ensuite transférée à Mbarara au rang de premier magistrat. Pendant son séjour, elle occupe simultanément le poste de greffière adjointe du tribunal de Mbarara.
De Mbarara, elle est magistrate en chef des tribunaux de Mengo, Nakawa et Makindye, tous à Kampala. En même temps, elle occupe simultanément le poste de registraire adjointe de la Division foncière. Elle travaille également auparavant comme greffière adjointe à la Haute Cour, à la Division foncière, à la Division commerciale et à la Cour d'appel (Cour constitutionnelle),.
Immédiatement avant son affectation à la Haute Cour d'Ouganda, elle est greffière de la Cour d'appel (Cour constitutionnelle). En tant que greffière en chef, elle remplace Paul Gadenya, qui a été nommé juge à la Haute Cour plus tôt en 2018. Ainsi, du 27 août 2018 au 4 octobre 2019, elle occupe le poste de greffière en chef (en) des tribunaux judiciaires d'Ouganda. À ce poste, elle est la cinquième plus haute magistrate du pays, derrière le (1) juge en chef (2) le juge en chef adjoint (3) le juge principal et (4) le secrétaire du pouvoir judiciaire. Elle est remplacée par Sarah Langa Siu.

## Autres considérations
La juge Nambayo présidait l'affaire Sate contre Adam Suleiman Kalungi, dans laquelle Kalungi est accusé du meurtre de l'ancienne députée de la circonscription féminine du district de Butaleja, feue Cerinah Nebanda. Elle le condamne à quatre ans de prison, après l'avoir reconnu coupable d'homicide involontaire, mais la peine est annulée par la Haute Cour d'Ouganda.

## Vie privée
Esta Nambayo est mariée et mère de deux enfants.